# Тюменка (река)
Тюменка (сиб. 
Түмән) — малая река в Тюмени, правый приток реки Туры. Из-за массовой застройки города и осушения болот, большей частью убрана в подземную трубу.

## Данные водного реестра
Относится к Иртышскому бассейновому округу, речной бассейн — Иртыш, подбассейн Тобол, впадает в Туру на 186 км. Код водного объекта в государственном водном реестре — 14010502312199000000090.

## Этимология
Название реки происходит от татарского слова «түмән» — «низина», «нижняя речка».

## География
Река берёт своё начало с болот на Крестьянских местах, осушенных во второй половине XX века в ходе расширения города. Сейчас основная улица этих мест — Николая Чаплина (бывшая 1-я Крестьянская улица).
Речка течёт на север, северо-запад. Проходит восточнее тюменского железнодорожного вокзала. Вырываясь из труб, далее бежит по оврагам, в том числе по Городищенскому логу.
Длина реки ранее составляла приблизительно 16 — 20 км (длину сложно определить из-за подземного расположения и массовой застройки) из которых сейчас сохранилось не более 3.5 километров..
Основной приток — Конюшенка.

## История

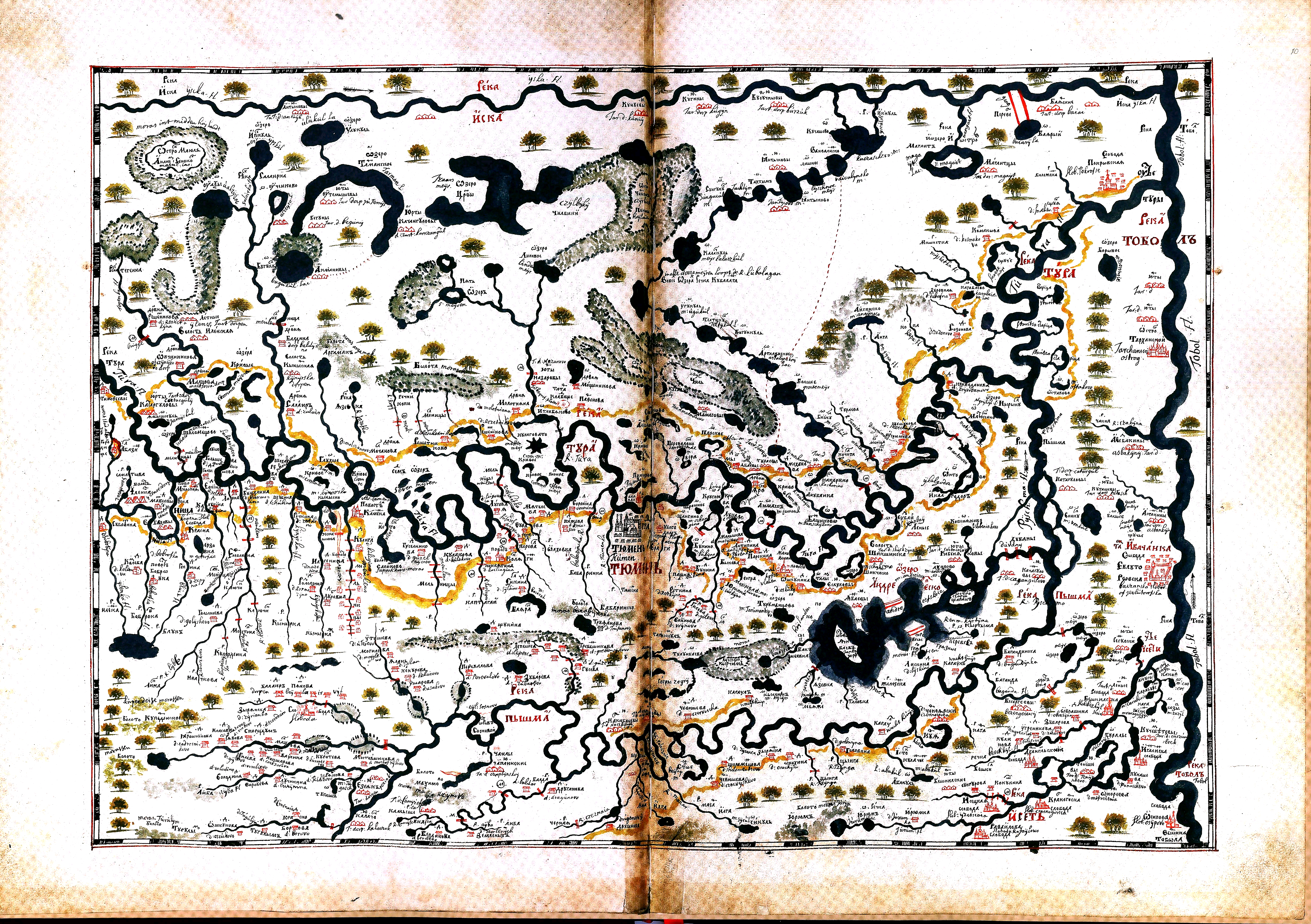
Карта Тюмени с окрестностями из «Чертёжной книги Сибири» С. У. Ремезова. 1701 год

На устье Тюменки, на высоком мысу, в 1586 году был основан город Тюмень.
На старой карте Ремезова речка Тюменка и речка Бабарынка берут начало, подпитываются с болот и озёр, лежащим между долинами рек Тура и Пышма.
Также о Тюменке писал немецкий историк Г. Ф. Миллер:
 С южной стороны через город в Туру впадает маленькая речка, которая возникает поблизости из многочисленных источников, текущих по глубоким и широким расселинам или так называемым буеракам, и получает в городе название Тюменка. Еще рассказывают, что татарский князь, живший здесь, однажды из заносчивости велел заполнить все расселины Тюменки своими стадами скота, что было исполнено. А когда сосчитали скот, то оказалось, что число составляет 10 000 [голов] и другими это указывается в качестве объяснения названия Тюмень.